# Xiao Cheng Ren

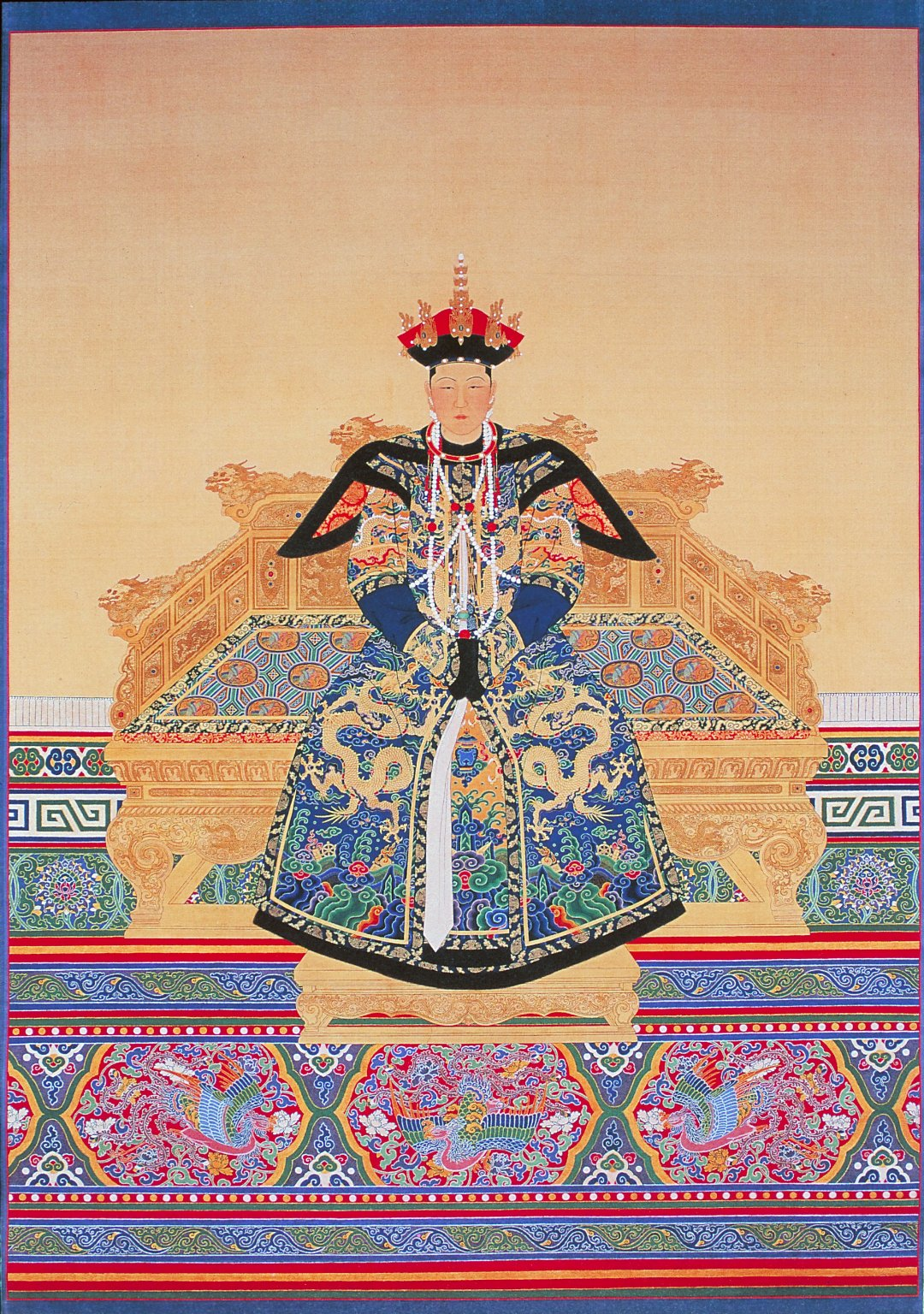
Keizerin Xiao Cheng Ren

Keizerin Xiao Cheng Ren (26 november 1653 - 16 juni 1674) was keizerin-gemalin van keizer Kangxi van de Mantsjoe-dynastie.
Keizerin Xiao Cheng Ren behoorde tot de stam Mantsjoe Heseri. Zij werd geboren in 1653 als dochter van Gabula. Haar grootvader Sonin en oom Songgotu waren ministers die de Mantsjoe-heerschappij dienden. Toen in 1661 de keizer Shunzhi stierf, volgde zijn zeven jaar oude zoon, Xuanye, hem op als de keizer Kangxi. Omdat Kangxi minderjarig was had zijn vader voor zijn dood vier ministers aangewezen die hem moesten helpen met regeren. Twee daarvan waren Sonin en Songgotu. Om de relatie tussen de Heseri-stam en de keizerlijke stam, Aisin Gioro, te versterken, werd een huwelijk tussen Kangxi en de dochter van Gabula georganiseerd. Het huwelijk tussen keizerin Xiao Cheng Ren en Kangxi was dus om politieke redenen.
Uit het huwelijk van Kangxi en keizerin Xiao Cheng Ren werden twee zonen geboren. De eerste zoon overleed op jonge leeftijd. In 1674 overleed keizerin Xiao Cheng Ren toen zij haar tweede zoon baarde, prins Yin Reng. Na haar dood kreeg zij de vereerde titel keizerin Ren Xiao. De titel keizerin Xiao Cheng Ren werd pas aan haar verleend na de dood van Kangxi in 1722. Toen haar zoon Yin Reng twee jaar oud was werd hij benoemd tot kroonprins en werd hij door Kangxi zelf groot gebracht. Hij benoemde ook geen nieuwe bijvrouw tot keizerin ter ere van haar. Dit deed hij in 1678 toch.
Keizerin Xiao Cheng Ren werd begraven in de Jingling mausoleum in Hebei. Met haar werd ook Kangxi's tweede keizerin begraven die in 1678 overleed. 